# Kaouara
Kaouara est une ville de la République de Côte d'Ivoire.

## Culture locale et patrimoine
La Mosquée de Kaouara, construite aux alentours du XVIIIe siècle par Ouattara Bakounanzeri, se distingue particulièrement par son architecture de minarets et de contreforts en forme d'ogives. La mosquée est divisée à l'intérieur en trois parties, d'Ouest en Est :
- l'espace de prière des dames où se trouve l'escalier qui mène à la terrasse ;
- le vestibule ;
- l'espace de prière des hommes.

Bien que communautaire, cette mosquée n'est pas souvent restaurée et est relativement mal conservée.